# Type 63 (semovente)
Il Type 63 è un semovente antiaereo, derivazione cinese del carro armato sovietico T-34, con l'originale torretta col cannone da 85 mm sostituita da una nuova, con 2 armi da 37 mm, con funzione contraerea.
Questo progetto sarebbe stato molto utile (e realizzabile) contro gli aerei ad elica della seconda guerra mondiale. Tuttavia all'epoca i T-34 vennero reputati utili principalmente come carri armati o semoventi d'assalto.
Così questa soluzione del T-34 versione antiaerea, facilmente praticabile almeno dal 1941-43 grazie alla disponibilità del capace scafo del carro e dei cannoni automatici M1939, non venne realizzata se non 20 anni dopo.
Il Tipo 63 ha armi ad utilizzazione diretta del rinculo, con cadenza di tiro teorica di 160-180 colpi/min, pratica 80, e con proiettili sia HE (alto esplosivo) che AP (perforanti), capaci di perforare 46 mm a 500 metri. La torretta è aperta sul lato superiore, con pareti molto alte e praticamente verticali. Pare che essa abbia solo azionamento manuale, il che renderebbe difficile seguire i veloci jet moderni, diminuendo la potenziale efficacia del cannone antiaereo. Le munizioni sono sistemate sia in torretta che, soprattutto, nei contenitori ai lati dello scafo.
Esso è stato usato durante la guerra del Vietnam, almeno uno dei quali è catturato e in seguito esposto dagli statunitensi.